# Transattinoidi

Posizione dei transattinoidi nella tavola periodica degli elementi.

I transattinoidi (chiamati anche elementi superpesanti) sono elementi transuranici (cioè seguenti nella tavola periodica all'elemento uranio, perché aventi numero atomico maggiore) di cui fanno parte gli elementi con numero atomico da 104 al 120 e i superattinoidi (con numero atomico superiore a 121).

## Nomenclatura
Per la nomenclatura dei transattinoidi, la IUPAC ha proposto l'utilizzo di nomi sistematici, cioè una nomenclatura in cui il nome è costituito a partire da tre parti, corrispondenti rispettivamente alla prima, seconda e terza cifra del numero atomico dell'elemento. In questa maniera ciascuno di questi elementi ha un nome che è costruito a partire dal numero atomico.
Un esempio di transattinoide è l'elemento con numero atomico 138, identificato dal nome sistematico "untrioctio" (simbolo: Uto), dove "un" corrisponde a 1, "tri" corrisponde a 3 e "octio" corrisponde a 8.